# Liste von Sakralbauten in Darmstadt

Stadtteile von Darmstadt

Die Liste von Sakralbauten in Darmstadt listet Kirchen und sonstige Sakralbauten der hessischen Großstadt Darmstadt auf.

## Christentum

### Evangelische Kirchen
Alle Kirchen gehören zum Dekanat Darmstadt-Stadt der Evangelischen Kirche in Hessen und Nassau.
| Abbildung | Name                                              | Stadtteil           | Gemeinde                                | Bauzeit                                                            | Geläut                                                                   | Bemerkungen                                           |
| --------- | ------------------------------------------------- | ------------------- | --------------------------------------- | ------------------------------------------------------------------ | ------------------------------------------------------------------------ | ----------------------------------------------------- |
|           | Andreaskirche                                     | Bessungen           | Andreasgemeinde                         | 1960–1963                                                          | h´ unbezeichnet (1435)                                                   | Älteste Glocke Darmstadts                             |
|           | Auferstehungskirche                               | Arheilgen           | Auferstehungskirche Arheilgen           | Chorraum 1482 Kirchturm und Teile des Langhauses früher: undatiert | gis´-h´-cis´´-dis´´ 1,3 Rincker (1952) 2,4 J. und A. Schneidewind (1712) |                                                       |
|           | Christuskirche                                    | Eberstadt           | Christuskirchengemeinde Eberstadt       | 1954–1955                                                          | 6 Glocken                                                                |                                                       |
|           | Gemeindezentrum Eberstadt-Süd                     | Eberstadt           | Kirchengemeinde Darmstadt-Eberstadt-Süd | 1960–1970er Jahre                                                  | cis' Glocke aus Pommern (1475)                                           | Älteste Glocke Eberstadts                             |
|           | Dreifaltigkeitskirche                             | Eberstadt           | Dreifaltigkeitsgemeinde                 | 13. Jh.                                                            | 3 Glocken (eine stammt von 1512)                                         |                                                       |
|           | Friedenskirche                                    | DA-Mitte            | Friedensgemeinde                        | 1954–1956                                                          | a´-h´-cis´´-d´´-e´´-fis´´-g´´ F. W. Schilling (1967)                     |                                                       |
|           | Johanneskirche                                    | Johannesviertel     | Johannesgemeinde                        | 1894                                                               | h°-cis´-dis´-fis´ A. Hamm (1894)                                         |                                                       |
|           | Kreuzkirche                                       | Arheiligen          | Kreuzkirchengemeinde Arheiligen         | 1960                                                               | fis´´-a´´ Rincker                                                        |                                                       |
|           | Martinskirche                                     | Martinsviertel      | Martin-Luther-Gemeinde                  | 1883–1885                                                          | d´-fis´-a´-h´ 1959                                                       |                                                       |
|           | Stiftskirche                                      | Mathildenhöhe       | Martin-Luther-Gemeinde                  | 1892–1893                                                          | 1961                                                                     | Kirche des Diakonissenstiftes                         |
|           | Matthäuskirche                                    | Heimstättensiedlung | Matthäusgemeinde                        | 1949–1950                                                          | c´-f´-g´-a´ Bachert (1960)                                               | Errichtet als Notkirche nach Plänen von Otto Bartning |
|           | Michaelskirche                                    | Martinsviertel      | Michaelsgemeinde                        | 1960                                                               | b´-c´´-des´´-es´´-f´´ Bachert (1960)                                     |                                                       |
|           | Paul-Gerhardt-Kirche                              | Waldkolonie         | Paul-Gerhardt-Gemeinde                  | 1961–1962                                                          | e´-fis´-g´-a´-h´ Rincker (1961)                                          |                                                       |
|           | Pauluskirche                                      | Bessungen           | Paulusgemeinde                          | 1905–1907                                                          | a°-c´-d´-f´ Bachert (1955)                                               | Hauptpredigtkirche des Kirchenpräsidenten der EKHN    |
|           | Bessunger Kirche                                  | Bessungen           | Petrusgemeinde                          | 7./8. Jh.                                                          | e´-g´-a´-h´ 1,2,4 1837 3 1949                                            | Älteste Kirche Darmstadts                             |
|           | Philippuskirche (im Ökumenischen Gemeindezentrum) | Kranichstein        | Philippuskirchengemeinde                | 1980                                                               |                                                                          |                                                       |
|           | Stadtkirche Darmstadt                             | DA-Mitte            | Stadtkirchengemeinde                    | 11. Jh.                                                            | h°-d´-e´-g´ Rincker (1956)                                               | Hauptkirche Darmstadts                                |
|           | Gemeindezentrum Südost                            | Woogsviertel        | Südostgemeinde                          | 1960er-Jahre                                                       |                                                                          |                                                       |
|           | Thomaskirche                                      | Komponistenviertel  | Thomasgemeinde                          | 1960er-Jahre                                                       | 1993                                                                     |                                                       |
|           | Evangelische Kirche Wixhausen                     | Darmstadt-Wixhausen | Kirchengemeinde Wixhausen               | 1150                                                               | a´-c´´-d´´ 1, 3 nach 1945 2 Glockengießer Steffan (1519)                 |                                                       |

### Katholische Kirchen
| Abbildung | Name                                          | Stadtteil           | Pfarrei                                                                  | Bauzeit   | Geläut                              | Bemerkungen                             |
| --------- | --------------------------------------------- | ------------------- | ------------------------------------------------------------------------ | --------- | ----------------------------------- | --------------------------------------- |
|           | Heilig Geist                                  | Arheilgen           | Katholische Pfarrgemeinde Heilig Geist Darmstadt-Arheilgen und Wixhausen | 1953/54   |                                     |                                         |
|           | St. Bonifatius                                | Wixhausen           | Katholische Pfarrgemeinde Heilig Geist Darmstadt-Arheilgen und Wixhausen |           |                                     |                                         |
|           | St. Jakobus (im Ökumenischen Gemeindezentrum) | Kranichstein        | St. Jakobus Kranichstein                                                 | 1980      |                                     |                                         |
|           | St. Elisabeth                                 | Martinsviertel      | St. Elisabeth                                                            | 1903–1905 | b°-d´-f´-g´ Otto (1905)             | Höchster Kirchturm in Darmstadt         |
|           | St. Fidelis                                   | Mornewegviertel     | St. Fidelis                                                              | 1966–1968 | e´-fis´-a´-h´ F.W. Schilling (1968) |                                         |
|           | St. Ludwig                                    | DA-Mitte            | St. Ludwig                                                               | 1822–1827 |                                     | Älteste katholische Kirche in Darmstadt |
|           | Liebfrauenkirche                              | Bessungen           | Liebfrauengemeinde                                                       | 1924–1937 | c´-e´-g´-a´ Mark (2001)             |                                         |
|           | Hl. Kreuz                                     | Heimstättensiedlung | Heilig Kreuz                                                             | 1965      | f´-as´-b´ Weule (1949)              |                                         |
|           | St. Josef                                     | Eberstadt           | St. Joseph Eberstadt                                                     | 1911–1914 | 1955                                |                                         |
|           | St. Georg                                     | Eberstadt           | St. Georg Eberstadt                                                      | 1960–1961 |                                     |                                         |

## Islam
- Emir-Sultan-Moschee
- Nuur-ud-Din-Moschee

## Judentum
- Liberale Synagoge
- drei Darmstädter Synagogen wurden in der Nacht vom 9. auf den 10. November 1938 zerstört.[1]